# Henry Rivas
Henry Rivas (Tumaco, 24 maggio 1947 – Bogotà, 1º agosto 2006) è stato un chitarrista colombiano.

## Biografia
Nacque in una famiglia numerosa originaria di Cali, città nella quale cominciò lo studio della chitarra all'età di 13 anni dimostrando particolare attitudine per lo strumento. Nel 1969 a 22 anni incise il suo primo disco Recital che rimane il primo disco di chitarra classica registrato in Colombia. Nello stesso periodo  si recò a Caracas per perfezionarsi col maestro venezuelano Alirio Díaz.
Giunse in Italia nel 1971 dopo aver vinto una borsa di studio, si stabilì a Roma ed iniziò subito una carriera concertistica che lo portò in pochi anni ad affermarsi come uno dei più talentuosi chitarristi della sua generazione. In quel periodo fu interprete solista in numerose occasioni con l'Orquestra filarmonica di Bogotà. Sempre negli anni '70 apparve in vari programmi televisivi della Rai tra i quali Più che altro un varietà condotto da Gianfranco Funari e Tg l'una. Il suo ultimo disco uscito nel 1981 Concierto en la llanura  unisce brani del repertorio classico ad altri del folklore sudamericano.
Negli anni '80 e '90 dei gravi problemi di salute ne limitarono e compromisero la carriera. È morto il 1º agosto del 2006 a Bogotà, dopo una lunga malattia.